# Kortnosig såghaj
Pristiophorus nudipinnis är en hajart som beskrevs av Günther 1870. Pristiophorus nudipinnis ingår i släktet Pristiophorus och familjen Pristiophoridae. IUCN kategoriserar arten globalt som livskraftig. Inga underarter finns listade i Catalogue of Life.
Arten förekommer i havet söder om Australien och kring Tasmanien. Den når ett djup av 110 meter. Honor kan bli 124 cm långa och hannarnas maximala längd är 110 cm. Honor lägger inga ägg utan föder 7 till 14 levande ungar per tillfälle. Ungarna är vid födelsen cirka 28 cm långa. Den genomsnittliga längden vid könsmognaden är för honor 87 cm och för hannar 90 cm. Kortnosig såghaj kan bli 9 år gammal.
Flera exemplar hamnar som bifångst i fiskenät. Hela populationen antas vara stabil. IUCN listar arten som livskraftig (LC).